# Гарриок, Генри
Уильям Генри Гарриок (англ. William Henry Garrioch , 4 мая 1916 — 18 февраля 2008) — генерал-губернатор Маврикия с 31 октября 1977 года по 23 марта 1978 года.

## Биография
В 1936 году Генри Гарриок присоединился к Колониальной службе и впоследствии был служащим первого класса в 1946 году, а затем стал секретарем судьи. Получив колониальную стипендию, окончил юридическое образование в Великобритании. Он был принят в коллегию адвокатов в Грейс Инн в 1952 году.
По возвращении на Маврикий, Гарриок сразу же был назначен на должность адвоката Короны, а в 1950-е годы он был главным судьей, посоветовавшим губернатору назначать офицеров и судей. Стал генеральным прокурором, а в 1967 году — судьей Верховного суда.
В 1963 году министр колоний дал наказ своему главному юрисконсульту, Энтони Рашфорду, завершить проект, обязанный стать конституцией Маврикия 1964 года (ставшей основой конституции 1967 года, после обретения независимости). Рашфорд предложил кому-нибудь стать его помощником. Власти Маврикия выбрали Гарриока, который работал несколько недель, прежде чем завершить работу над проектом, а после он отправился в Тайный совет Великобритании.
Когда Раман Осман ушёл в отставку с поста генерал-губернатора Маврикия, Гарриок был назначен исполняющим обязанности. Позже, он вернулся в Верховный суд, где он служил в качестве главного судьи. 31 декабря 1977 года Гарриок был посвящён в рыцари.